# Gladiolus mostertiae
Gladiolus mostertiae är en irisväxtart som beskrevs av Harriet Margaret Louisa Bolus. Gladiolus mostertiae ingår i släktet sabelliljor, och familjen irisväxter. Inga underarter finns listade i Catalogue of Life.